# بين جونز (مغني)
بين جونز (بالإنجليزية: Ben Jones)‏ هو مغني ومغن مؤلف بريطاني، ولد في 14 نوفمبر 1982.

## وصلات خارجية
- الموقع الرسمي